# MEOVV
MEOVV （ミヤオ、朝: 미야오）は、韓国の5人組ガールズグループ。THE BLACK LABEL所属。メンバーはスイン、ガウォン、アンナ、ナリン、エラの5人。2024年9月6日にデジタルシングル「MEOW」をリリースしてデビューした。

## 概要

### グループ名
グループ名「MEOVV」は、「My Eyes Open VVide」の略称で、
メンバーのエラは「WをVVと表現したのは視覚的な面白さを加えるためで、初めて聞いたときから、このグループ名がとても気に入っています。」と語っている。

## 来歴

### デビュー前
メンバーのほとんどがTHE BLACK LABELに入社する前から、モデル、音楽、ダンスなどの芸能経験があった。アメリカ人メンバーのエラは2歳で業界に入り、ZARAやH&M、GAPなどのファッションキャンペーンに登場。ガウォンはYGエンターテインメントの元練習生で、モデルとしてアディダスの広告にも出演していた。日本人メンバーのアンナは子役としてキャリアをスタートさせ、2019年10月から2021年12月までSeventeenの専属モデルを務めていた。
THE BLACK LABELは2024年の上半期に新たにガールズグループを立ち上げる計画を発表した。3月には「Méovv」という商標を複数のカテゴリーで申請していることが明らかになり、新ガールズグループに使用される可能性が示唆された。

### 2024年：デビュー
8月16日、THE BLACK LABELがSNS公式アカウントを開設し、ガールズグループのアニメーションティーザーを投稿した。ティーザー内では、5匹の巨大な黒猫が現れたが、これはグループのメンバー数を示唆するものであった。
8月19日、THE BLACK LABELが2日後の21日に新たなコンテンツをリリースすることを発表。同日、公式YouTubeチャンネルに動画が投稿され、エラ・グロスがMEOVVの最初のメンバーとして公開された。
8月23日、2人目のメンバーとしてガウォンが公開され、その後は2日間隔でスイン、アンナ、ナリンと順に公開されていった。さらにTHE BLACK LABELは、グループのデビューに先立ち、キャピトル・レコードとパートナーシップ契約を結んだことを発表した。
9月4日、デビューデジタルシングル「MEOW」のリリース発表に合わせて、メンバー全員が揃ったトレーラーとポスターをリリースした。
9月6日、シングル「MEOW」をリリースしてデビュー。同日にミュージックビデオも公開された。
11月18日、2ndシングル「TOXIC」をリリース。

## メンバー
| 名前                | 本名                       | 本名               | 本名      | 本名                | 生年月日               | 出生地                      | 国籍                       |
| 名前                | 仮名                       | ハングル           | 漢字      | ローマ字            | 生年月日               | 出生地                      | 国籍                       |
| ------------------- | -------------------------- | ------------------ | --------- | ------------------- | ---------------------- | --------------------------- | -------------------------- |
| SOOIN スイン 수인   | キム・スイン               | 김수인             | 金粹仁    | Kim Soo-In          | 2005年4月12日（20歳）  | 韓国 大邱広域市             | 韓国                       |
| GAWON ガウォン 가원 | イ・ガウォン               | 이가원             | 李嘉元    | Lee Ga-Won          | 2005年4月27日（20歳）  | アメリカ合衆国              | 韓国                       |
| GAWON ガウォン 가원 | クロエ・リー               | 클로이 리          | -         | Chloe Lee           | 2005年4月27日（20歳）  | アメリカ合衆国              | アメリカ合衆国             |
| ANNA アンナ 안나    | たなか あんな              | 타나카 안나        | 田中 杏奈 | Tanaka Anna         | 2005年11月17日（19歳） | 日本 富山県                 | 日本                       |
| NARIN ナリン 나린   | ナ・リン                   | 나린               | 羅潾      | Na Rin              | 2007年8月15日（17歳）  | 韓国 江南区新沙洞           | 韓国                       |
| ELLA エラ 엘라      | エラ・マッケンジー・グロス | 엘라 메켄지 그로스 | -         | Ella McKenzie Gross | 2008年12月1日（16歳）  | アメリカ合衆国 ロサンゼルス | アメリカ合衆国 ドイツ 韓国 |

## ディスコグラフィ

### 韓国

#### EP
| No. | タイトル                             | 収録曲                                                            | サークル チャート （週間） | 売上枚数 |
| --- | ------------------------------------ | ----------------------------------------------------------------- | -------------------------- | -------- |
| 1st | MY EYES OPEN VVIDE （2025年5月12日） | 1. HANDS UP 2. DROP TOP 3. MEOW 4. BODY 5. TOXIC 6. LIT RIGHT NOW |                            |          |

#### デジタルシングル
| No. | タイトル                 | 収録曲           | サークル チャート （週間） | 売上枚数 |
| --- | ------------------------ | ---------------- | -------------------------- | -------- |
| 1st | MEOW （2024年9月6日）    | 1. MEOW          |                            |          |
| 2nd | TOXIC （2024年11月18日） | 1. TOXIC 2. BODY |                            |          |

#### プレリリースシングル
| No. | タイトル                   | 収録曲      | サークル チャート （週間） | 売上枚数 |
| --- | -------------------------- | ----------- | -------------------------- | -------- |
| 1st | HANDS UP （2025年4月28日） | 1. HANDS UP |                            |          |

### ミュージックビデオ
|        | 公開日   | タイトル | 監督         | リンク     |
| ------ | -------- | -------- | ------------ | ---------- |
| 2024年 | 9月6日   | MEOW     |              | [ 動画 1 ] |
| 2024年 | 11月18日 | TOXIC    | ノ・サンユン | [ 動画 2 ] |

### その他ビデオ
|        | 公開日   | タイトル                 | 監督         | リンク     |
| ------ | -------- | ------------------------ | ------------ | ---------- |
| 2024年 | 11月20日 | "BODY" Performance Video | ノ・サンユン | [ 動画 3 ] |

## 受賞歴
| 年     | 授賞式名           | カテゴリ                   | ノミネート作品 | 結果       | 参照   |
| ------ | ------------------ | -------------------------- | -------------- | ---------- | ------ |
| 2024年 | MAMA AWARDS        | 今年のアーティスト         | Meovv          | ノミネート | [ 17 ] |
| 2024年 | MAMA AWARDS        | 最優秀新人女性アーティスト | Meovv          | ノミネート | [ 17 ] |
| 2024年 | MAMA AWARDS        | ファンが選ぶ女性トップ10   | Meovv          | ノミネート | [ 17 ] |
| 2024年 | MAMA AWARDS        | 注目の新進アーティスト     | Meovv          | 受賞       | [ 17 ] |
| 2024年 | Melon Music Awards | 最優秀新人賞               | Meovv          | ノミネート | [ 18 ] |

### 動画
1. ↑  「MEOVV - ‘MEOW’ M/V」『YouTube』2024年9月6日。
2. ↑  「MEOVV - ‘TOXIC’ M/V」『YouTube』2024年11月18日。
3. ↑  「MEOVV - ‘BODY’ PERFORMANCE VIDEO」『YouTube』2024年11月20日。